# アルペン特急
アルペン特急（アルペンとっきゅう）は、富山地方鉄道立山線・本線の立山駅 - 宇奈月温泉駅間で運行される特別急行列車である。

## 概要
地鉄沿線の二大観光資源である立山黒部アルペンルートと宇奈月温泉・黒部峡谷を結ぶ周遊観光向け列車である。立山黒部アルペンルートの開通時期のみ運行される季節列車で、2023年は4月15日から11月30日までの休日に運行予定。2022年4月15日のダイヤ改正により運行が取りやめとなっていたが、2023年4月15日のダイヤ改正より、休日の宇奈月温泉→立山の片道1本のみ運行を再開した。
なお、冬期運休期間には代替として同一時間帯に、2023年度までは電鉄富山駅行きの特急「うなづき」、2024年度は電鉄黒部駅行きの特急「くろべ」が運行されていたが、2025年度以降は代替特急列車を設定していない。

## 沿革
運行開始当初は、立山線特急4本の一部車両を寺田駅で切り離し、本線特急に連結して宇奈月温泉に向かっていた（宇奈月温泉発立山行き4本はこの逆）が、1976年4月のダイヤ改正で宇奈月温泉駅と立山駅をノンストップで結ぶ特急2往復の運行が開始され、同時に愛称として「アルペン特急」とつけられた。

### 使用車両
16010形・14760形などが使用される。
1976年7月1日から1983年11月までは、1往復（1・4号）に名古屋鉄道キハ8000系気動車が運用された。「北アルプス」の立山駅での折り返し時間を活用した間合い運用であった。「北アルプス」の運転日以外は自社の車両を使用して運行していた。閑散期には14790形が1両で運用されることもあった。
2011年12月には、16010形が水戸岡鋭治のデザインによってリニューアルされ、「アルプスエキスプレス」の名称で運行を開始した。平日は2両編成、休日は3両編成で運行されていた。

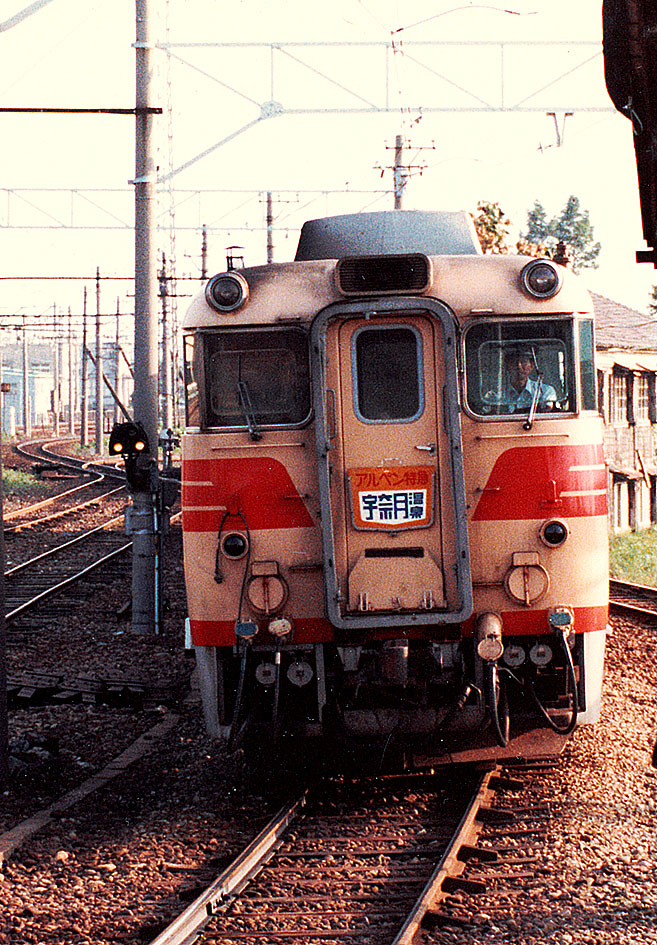
名古屋鉄道 キハ8000系 アルペン特急 宇奈月温泉行（1982年、魚津駅）
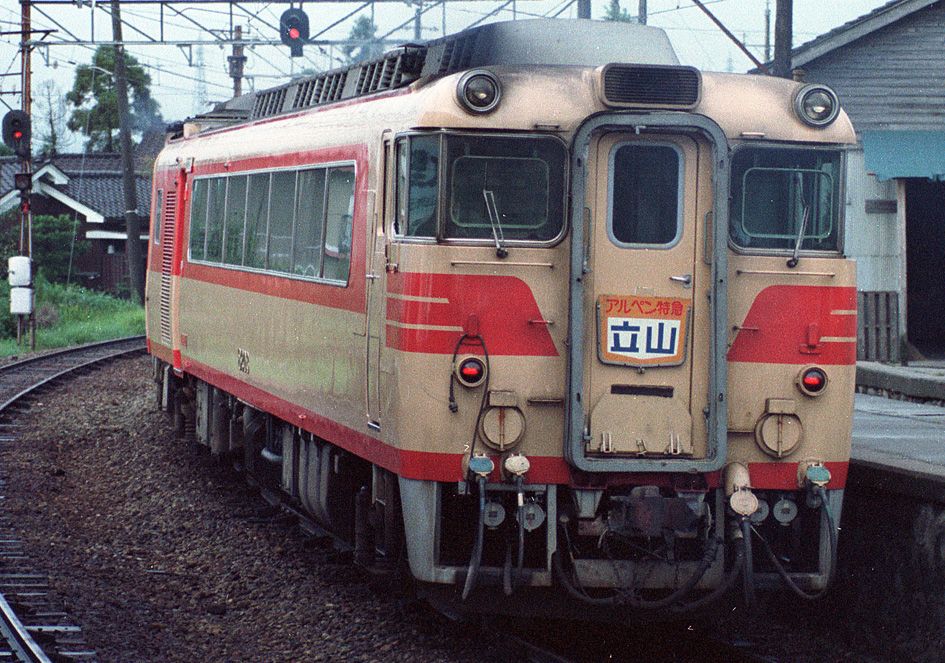
名古屋鉄道 キハ8000系 アルペン特急 立山行（1982年、寺田駅）

### 停車駅
- 立山駅 - 寺田駅 - 上市駅 - 中滑川駅 - 電鉄魚津駅 - 新魚津駅 - 電鉄黒部駅 - 新黒部駅 - 宇奈月温泉駅

2015年2月25日までは、東三日市駅・浦山駅・愛本駅にも停車していたが、翌26日開業の新黒部駅が特急停車駅になったことに伴い、これら3駅は通過となった。また、寺田駅では本線と立山線との間でスイッチバックを伴い、降車と乗車を別のホームで行うため、停車時間が5-7分と長くとられている。

### その他
1985年頃には、寺田駅 - 上市駅間で車内販売が行われることがあった。